# Józef Berkowicz

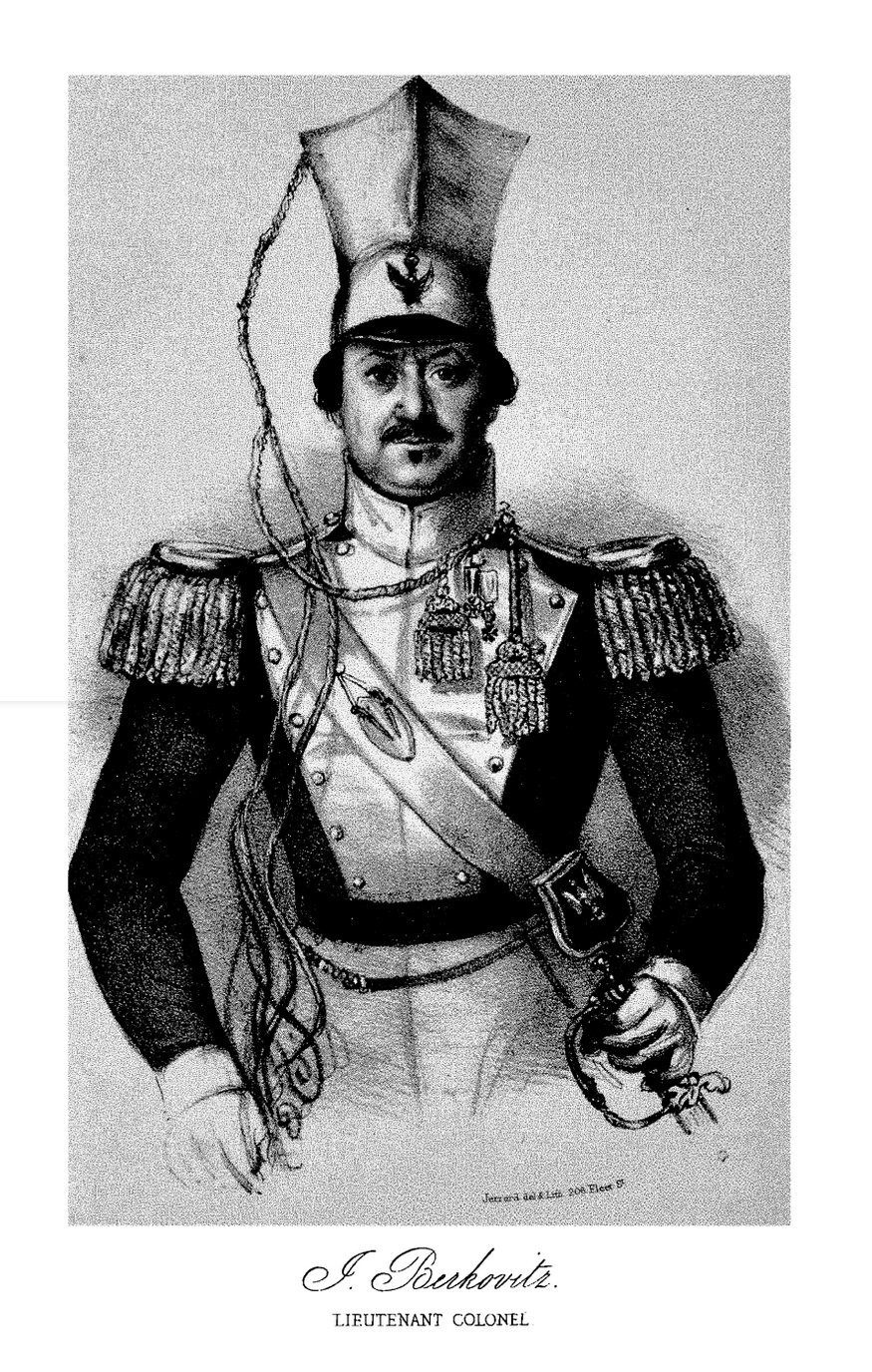
Józef Berkowicz

Józef Berkowicz (ur. 1789 na Pradze, zm. 1846 w Liverpoolu) – polski wojskowy pochodzenia żydowskiego, major Legii Litewskiej w powstaniu listopadowym.
Jedyny syn Berka Joselewicza.
W młodości uzyskał tradycyjne wykształcenie żydowskie. W 1809 wstąpił do Armii Księstwa Warszawskiego i jako dwudziestoletni młodzieniec wziął udział w wojnie Księstwa Warszawskiego z Austrią, u boku ojca wziął udział w bitwie pod Kockiem. Wziął również udział w wojnie z Rosją 1812 roku w randze porucznika. Za zasługi bojowe został odznaczony Legią Honorową ze Złotym Krzyżem, a także innymi odznaczeniami.
W latach 1819–1830 pracował jako pomocnik leśniczego. Razem ze swoim synem, Leonem wziął udział w powstaniu listopadowym, w którym nawiązując do ojcowskiej tradycji, podjął się ze Stanisławem Herniszem, organizacji oddziału żydowskiej kawalerii. Działania te nie zyskały aprobaty zarówno władz powstańczych, jak i środowisk żydowskich, zaś jego nie dość wielkie zdolności organizacyjne, utrudniały realizację pomysłu. W toku powstania, walczył na Litwie i pod Iłżą. Po zakończeniu powstania, był internowany przez władze austriackie. W służbie wojskowej był ranny łącznie 16 razy.
Po upadku powstania, wyemigrował do Francji, w 1832 roku przebywał w zakładzie dla polskich uchodźców wojennych w Besançon. Potem udał się do Wielkiej Brytanii, gdzie w 1846, wkrótce po jego śmierci, wydano w języku angielskim, tłumaczony z francuskiego, rękopis powieści Stanisław, ułan polski w świcie Napoleona na wyspie Elbie (Stanislaus or the Polish Lancer in the Suite of Napoleon, from the Island of Elbe).